# Chilicola belli
Chilicola belli är en biart som beskrevs av Michener 2002. Chilicola belli ingår i släktet Chilicola och familjen korttungebin. Inga underarter finns listade i Catalogue of Life.